# كالوم رايت
كالوم رايت (بالإنجليزية: Callum Wright)‏ (مواليد 2 مايو 2000) هو لاعب كرة قدم إنجليزي محترف يلعب كلاعب خط وسط لنادي بلاكبول.